# Rafa Llorente
Rafael Nicolás Llorente Sanz (Madrid, 6 de diciembre de 2002) es un futbolista español que se desempreña como delantero. Actualmente juega en el Alcorcón de la Primera RFEF Grupo II.

## Carrera
Llorente empezó jugando en la cantera del club madrileño de Las Rozas Club de Fútbol. Tras militar durante la temporada 2020-21 en el primer equipo y a pesar del descenso a Tercera RFEF, su buen quehacer hizo la siguiente temporada fichase por el Real Madrid Castilla de Raúl González. Esa misma temporada es cedido a la Gimnástica Segoviana donde acabaría jugando un total de treinta y seis partidos y marcando un total de ocho goles.
A su vuelta al filial madridista, en el mercado invernal de la temporada 2022-23 ficha por el filial cadista por tres temporadas.
En la 23/24 fue cedido al Linares Deportivo de la primera RFEF, donde tuvo un buen rendimiento.
Para la presente campaña firmó por el Alcorcón tras terminar contrato con el Cádiz cf.

## Clubes
| Club                          | País   | Año        |
| ----------------------------- | ------ | ---------- |
| Las Rozas C.F.                | España | 2020-2021  |
| Real Madrid Castilla          | España | 2021-2022  |
| Gimnástica Segoviana (cesión) | España | 2021-2022  |
| Cádiz CF Mirandilla           | España | 2022-2024  |
| Linares Deportivo (cesión)    | España | 2023-2024  |
| Agrupación Deportiva Alcorcón | España | 2024- act. |